# Konrad Skrentny
Konrad Skrentny (* 23. April 1894 in Usch, Provinz Posen; † 20. April 1955 in Düsseldorf) war ein kommunistischer, später sozialdemokratischer Politiker während der Weimarer Republik und in der Nachkriegszeit.

## Leben und Wirken
Die katholische Familie von Zimmermann Thomas Skrentny und Ehefrau Pauline geb. Spicker siedelte mit fünf Kindern um 1905 von Usch, das eine Glashütte besaß, nach Gerresheim (Gerresheimer Glashütte) bei Düsseldorf über. Dies geschah im Zuge der Ost-West-Zuwanderung während der Hochindustrialisierung des Kaiserreiches.
Konrad Skrentny begann nach acht Jahren in der katholischen Schule von Düsseldorf-Vennhausen 1908 eine Ausbildung als Glasbläser oder Flaschenmacher in der Glashütte Gerresheim, in der auch Vater Thomas sowie dessen Brüder Peter und Franz beschäftigt waren. Bereits 1908 gründete er als 14-Jähriger den Fußballklub Urania 08 mit, einen Vorläufer des heutigen TuS Gerresheim. 1913 trat er im Alter von 19 Jahren in den Deutschen Metallarbeiterverband und die SPD ein.
Von 1914 bis September 1918 war Skrentny Soldat im Ersten Weltkrieg, anschließend war er bis Oktober 1919 in britischer Gefangenschaft. Während des Krieges war er Ausbilder und hatte zuletzt den Rang eines Unteroffiziers. Vor der Gefangennahme an der Westfront heiratete er im August 1918 Helene Kark, die aus einer aus Nienburg/Weser nach Gerresheim zugewanderten Glasmacher-Familie stammte. Kennengelernt hatten sich beide im Arbeitersportverein Freie Turnerschaft (FT) Gerresheim. 
Im Jahr 1920 trat Skrentny der KPD bei. Außerdem war er Leiter der kommunistischen RGO am Niederrhein und war auch in der Reichsleitung vertreten. Für diese Organisation war er Betriebsratsvorsitzender der Firma Phönix Lierenfeld in Gerresheim. Wegen seiner Teilnahme an der Demonstration zum 1. Mai 1930 wurde er zusammen mit 200 weiteren Arbeitern entlassen. In Gerresheim vertrat er die KPD auch im Stadtrat.
Als aktives Mitglied der KPD war er zwischen 1930 und 1933 Mitglied des Reichstages. Außerdem wurde er 1933 noch in den preußischen Landtag gewählt, konnte aber wegen der nationalsozialistischen Machtergreifung dieses Mandat nicht mehr wahrnehmen. Nach dem Beginn der nationalsozialistischen Herrschaft wurde er inhaftiert. Von 1933 bis 1935 saß Skrentny zunächst im Gefängnis, später kam er in ein Konzentrationslager. Nach der Entlassung arbeitete er zunächst als Bauarbeiter, ehe er 1937 erneut verhaftet wurde und für einige Monate in das Konzentrationslager Sachsenhausen eingeliefert wurde. Anschließend arbeitete er als Schweißer, bevor er 1939 erneut für einige Wochen inhaftiert wurde. Von 1940 bis 1943 arbeitete Skrentny in einer Glashütte in Gerresheim.
In den Jahren 1943 und 1944 war er Kriegsteilnehmer und geriet in britische Gefangenschaft. Aus dieser wurde er 1945 entlassen und wurde sofort wieder in der KPD aktiv. Noch während des Dritten Reiches war Skrentny neben Karl Arnold, Georg Glock, Hans Böckler und anderen an der Vorbereitung der Einheitsgewerkschaft beteiligt. Nach der Gründung des DGB saß er auch im Vorstand der Organisation.
Er wurde Mitglied des Ernannten Landtags von Nordrhein-Westfalen und war Vizepräsident des Parlaments. Im Jahr 1947 wurde er Arbeitsdirektor der Phoenix-Hütte in Duisburg. Da er die Politik der KPD nicht mehr mittragen konnte, trat er 1948 aus der Partei aus und wandte sich der SPD zu.
Sein Biograf Peter Rütters (s. u.) schreibt:

„Als Konrad Skrentny am 20. April 1955 […] wenige Tage vor Vollendung seines 61. Lebensjahres verstarb, fand ein außergewöhnlicher Lebensweg ein Ende. Ungewöhnlich ist der keineswegs kontinuierliche Aufstieg des gelernten Glasbläsers und Flaschenmachers (...) zum Arbeitsdirektor. Die Diskontinuitäten dieses ‚Aufstiegs‘ waren geprägt durch die politischen und gesellschaftlichen Brüche und Wandlungen in der ersten Hälfte des 20. Jahrhunderts. Die Arbeiterbewegung konnte einem politisch und gewerkschaftlich Engagierten, auch wenn er aus einer Arbeiterfamilie stammte und die damit gesetzten Bildungsgrenzen erfahren musste, ungewöhnliche politische und gewerkschaftliche Karrierechancen eröffnen.“

Nach Skrentny ist die Skrentnystraße in Duisburg-Meiderich in der Ratingseesiedlung benannt.